# Arrest Vermeulen/Lekkerkerker
Het arrest Vermeulen/Lekkerkerker (HR 10 maart 1972, ECLI:NL:HR:1972:AC1311 NJ 1972, 278), ook wel Kraaien en roeken-arrest of Vogelplaagarrest genoemd, is een arrest van de Nederlandse Hoge Raad waarin werd beslist dat het bezit van een hinderwetvergunning de houder van de vergunning niet vrijwaart van schadeclaims gebaseerd op aansprakelijkheid uit onrechtmatige daad. Het geldt in de rechtswetenschap als een standaardarrest.

## Casus
De Vennootschap onder firma A.J. Vermeulen Scheepswerf en Transportbedrijf is sedert 1947 bezig een plas bij de Mastwijkerdijk bij Linschoten te dempen met van elders aangevoerd huisvuil. Hiervoor is een Hinderwetvergunning afgegeven. Lekkerkerker is eigenaar van een nabijgelegen hofstede in Achthoven (thans gemeente Montfoort), waar hij appels, peren en kersen teelt. Door overlast van schadelijke gevogelte, hoofdzakelijk bestaande uit kraaien en roeken heeft hij nauwelijks nog opbrengsten van zijn boomgaard.

## Procesgang
Lekkerkerker vordert schadevergoeding. De vordering is door de rechtbank toegewezen. Dit vonnis is in hoger beroep door het hof bevestigd. Het cassatieberoep is verworpen.

## Hoge Raad
Het feit dat een Hinderwetvergunning is verleend voor een bepaalde activiteit sluit niet uit, dat men door het bedrijven van die activiteit alsnog een onrechtmatige daad kan begaan. De Hoge Raad overwoog:

dat de regeling van de wet (...) niet meebrengt dat daardoor de omvang van de rechten van de eigenaren van naburige percelen in die zin zou worden beperkt dat deze eigenaren schade of hinder van zodanig aard dat zij deze in het algemeen niet behoeven te dulden, wel zouden moeten verdragen van iemand die voor het handelen dat die schade of hinder veroorzaakte, een Hinderwetvergunning had gekregen;

dat het verkregen zijn van zo'n [Hinderwet]vergunning degeen die overeenkomstig die vergunning handelt, dan ook niet vrijwaart voor de aansprakelijkheid uit onrechtmatige daad; 
 dat dit niet anders is, indien door een eigenaar als hiervoor bedoeld tegen het verlenen van de vergunning tevoren bezwaren zijn ingebracht maar deze bezwaren zijn verworpen;

## Relevantie
Het arrest is nog steeds richtinggevend, zoals ook blijkt uit het arrest Bouwvergunning Heemstede, waar in lijn met Vermeulen/Lekkerkerker werd geconstateerd dat er sprake was van onrechtmatige burenhinder ondanks de aanwezigheid van een bouwvergunning.